# Carnets de scène
| Оценки критиков | Оценки критиков |
| Источник        | Оценка          |
| --------------- | --------------- |
| AllMusic        | [ 1 ]           |

Carnets de scène (с фр. — «Заметки со сцены») — первый концертный альбом французской певицы Патрисии Каас, выпущенный в 1991 году на лейбле Columbia Records.

## Об альбоме
Запись материала прошла во время выступлений в парижском концертном зале «Зенит» во время мирового турне Scène de vie, в рамках которого певица дала 210 концертов перед шестисоттысячной аудиторией в тринадцати странах, включая СССР, концерты в Москве и Ленинграде.
На альбоме содержатся песни из первых двух альбомов певицы (Mademoiselle chante… и Scène de vie), а также новые песни, например «Lily Marlène». Пластинка издавалась в двух вариантах: в двухдисковом (из 20 треков) и единым диском (16 или 17 треков; были исключены песни «Tropic Blues bar», «Elle voulait chanter Cabaret», «Regarde les riches» и «Patou blues»). В 2004 году была выпущена видеозапись с концерта на DVD.
Альбом занял восьмое место в чарте Франции и получил там две золотые сертификации.

## Список композиций
| №   | Название                       | Автор(ы)                                              | Длительность |
| --- | ------------------------------ | ----------------------------------------------------- | ------------ |
| 1.  | «Générique» (Thème Montmajour) | Франсуа Бернейм                                       | 2:04         |
| 2.  | «Les mannequins d’osier»       | Дидье Барбеливьен, Франсуа Бернейм                    | 3:49         |
| 3.  | «Vénus des abribus»            | Франсуа Бернейм, Элизабет Депардьё, Доминик Перрье    | 3:49         |
| 4.  | «Mon mec à moi»                | Дидье Барбеливьен, Франсуа Бернейм                    | 5:04         |
| 5.  | «Tropic Blues Bar»             | Жоэлль Копф, Джерри Липкинс                           | 3:48         |
| 6.  | «Coeurs brisés»                | Тьерри Дельяни, Шарль Франс                           | 3:36         |
| 7.  | «Elle voulait jouer cabaret»   | Дидье Барбеливьен                                     | 4:32         |
| 8.  | «L’Heure du jazz»              | Жан-Фрнасуа Колло, Дидье Барбеливьен, Франсуа Бернейм | 4:28         |
| 9.  | «Lili Marlène»                 | Ганс Ляйп, Норберт Шульце                             | 1:03         |
| 10. | «D’Allemagne»                  | Дидье Барбеливьен, Франсуа Бернейм                    | 5:03         |

| №   | Название                          | Автор(ы)                                              | Длительность |
| --- | --------------------------------- | ----------------------------------------------------- | ------------ |
| 1.  | «Regarde les riches»              | Дидье Барбеливьен, Франсуа Бернейм                    | 8:11         |
| 2.  | «Summertime»                      | Дюбос Хэйвард, Джордж Гершвин                         | 2:38         |
| 3.  | «Patou blues»                     | Дидье Барбеливьен, Франсуа Бернейм                    | 3:49         |
| 4.  | «Kennedy Rose»                    | Элизабет Депардьё, Дидье Барбеливьен, Франсуа Бернейм | 3:40         |
| 5.  | «Mademoiselle chante le blues»    | Дидье Барбеливьен, Боб Мехди                          | 7:58         |
| 6.  | «Bessie»                          | Пьер Горш, Франк Лангольф                             | 4:46         |
| 7.  | «Les hommes qui passent»          | Дидье Барбеливьен, Франсуа Бернейм                    | 4:55         |
| 8.  | «Une dernière semaine à New York» | Дидье Барбеливьен, Франсуа Бернейм                    | 3:42         |
| 9.  | «Quand Jimmy dit»                 | Дидье Барбеливьен, Франсуа Бернейм                    | 7:34         |
| 10. | «Un dernier blues»                | Дидье Барбеливьен, Франсуа Бернейм                    | 2:03         |

## Чарты

### Еженедельные чарты
| Чарт (1991–92)                  | Пиковая позиция |
| ------------------------------- | --------------- |
| Нидерланды (Album Top 100)      | 100             |
| Франция (SNEP)                  | 8               |
| Германия (Offizielle Top 100)   | 53              |
| Швейцария (Schweizer Hitparade) | 40              |

### Годовые чарты
| Чарт (1991)    | Позиция |
| -------------- | ------- |
| Франция (SNEP) | 69      |

## Сертификации и продажи
| Регион                                                       | Сертификация | Продажи |
| ------------------------------------------------------------ | ------------ | ------- |
| Франция (SNEP)                                               | 2× Золотой   | 238 400 |
| * Данные о продажах приведены только на основе сертификации. |              |         |